# Павловка (Полетаевский сельсовет)
Павловка — село в Токарёвском районе Тамбовской области России. 
Входит в Полетаевский сельсовет.

## География
Расположено на реке Малореченка, в 28 км к юго-западу от районного центра, рабочего посёлка Токарёвка, и в 15 км к юго-западу от села Полетаево.

## Население
| 2002 | 2010 |
| ---- | ---- |
| 228  | ↘187 |

Согласно результатам переписи 2002 года, в национальной структуре населения русские составляли 99 % от жителей.

## История
До 2010 года село являлось административным центром Павловского сельсовета. 